# Transferência de nervo
A transferência de nervos ou neurotização é uma técnica que transporta nervos de raízes sadias para o coto distal de um nervo lesado. Esse procedimento pode utilizar transferências simples, de nervos fora do plexo, mas que se originam dentro, até a colocação de enxertos. É mais utilizado para neurotização o nervo acessório e os nervos intercostais, para recuperar-se a flexão do cotovelo, e lesões que se situam abaixo do cotovelo são de difícil tratamento. 